# D'NASH
D'NASHは、スペイン出身の男性3人組（Mikel, Basty, Javi）音楽グループである。
もとは4人で活動をしていたが、2008年7月Onyが脱退。